# Kostel Narození Panny Marie (Hýskov)
Kostel Narození Panny Marie v Hýskově je novorománský kostel ze 40. let 19. století, situovaný na návrší v centru obce Hýskov v okrese Beroun.

## Historie
Kostel byl vybudován jako filiální pro tehdejší farnost Železná, a zároveň měl nahradit shořelou kapli s bývalé osadě Stará Huť. Vysvěcen byl v roce 1850. V roce 1863 byl u jižní zdi kostela vztyčen pamětní kříž. Na přelomu 19. a 20. století byla opravena střecha objektu a v roce 1904 došlo k několika úpravám jak v exteriéru (bosáž nároží, doplnění soklu), tak v interiéru (úprava kruchty, zazdění okna v západním průčelí, částečné zazdění oken hlavní lodi, hlavní oltář byl rozšířen a doplněn o polychromované sochy svaté Ludmily a svatého Václava a kostel byl zároveň nově vymalován). V souvislosti s touto rekonstrukcí zřejmě vznikla také iluzivní výmalba. Následné dílčí opravy řešily především havarijní stav jednotlivých částí: v roce 1956 byla znovu opravena střecha a v letech 1970–72 byla opravena západní fasáda a také věžička kostela, jejíž tvar byl při té příležitosti zjednodušen. Mezi lety 1984–98 byl kostel zcela uzavřen. Ve 21. stoletím kostel nadále procházel spíše drobnými opravami (střecha, osvětlení, dveře...). Od roku 2004 je objekt kostela chráněn jako kulturní památka.
Kostel spadá do farnosti Beroun a od roku 1998 se v něm opět konají bohoslužby, a to každou druhou sobotu v měsíci od 18:00.

## Architektura
Autorem projektu kostela byl ředitel fürstenberské stavební kanceláře Antonín Jiruš (do jeho tvorby spadají mimo jiné také blízké kostely svatého Tomáše v Hudlicích a svatého Liboria ve Stradonicích). Jedná se o jednolodní zděnou stavbu na obdélníkovém půdorysu, zakončenou na východní straně pětibokou sakristií. Objekt je omítnutý vápennou omítkou a završený sedlovou střechou s bobrovkami.

## Interiér
Hlavní oltář je osazen obrazem Narození Panny Marie od Jana Kroupy z roku 1860, na bočních oltářích jsou pak vyobrazeny postavy svatého Floriana a svatého Jana Nepomuckého.
Věžička kostela byla při budování stavby osazena dvěma zvony pražského zvonaře Karla Bellmanna: větší byl zasvěcen svatému Karlu Boromejskému a menší svatému Josefu. Oba byly zničeny během světových válek.
Kostelní varhany jsou starší než kostel samotný. Byly vyrobeny v roce 1846 a pocházejí z dílny Ferdinanda Leopolda Martina Gutha st., varhanáře z Čisté u Rakovníka. V roce 1851 varhany opravoval Ferdinand (tzv. novostrašecký) Guth, v roce 1934 je čistil a ladil břevnovský varhanář Josef Růžička a poslední opravou prošly v letech 2012–13, kdy na nich pracoval pražský varhanář Vladimír Turnwald.